# Ернесто (књига)
Ернесто је недовршени роман Умберта Сабе (1883–1957), написан 1953. и објављен постхумно 1975. То је било његово једино белетристично дјело. Био је углавном аутобиографски, укључујући детаље о пријатељству и љубави главног јунака према виолинисти и његовој везаности за родни Трст. Како каже један критичар: „поновно се враћао не само на сцене већ и на расположења свог пубертета“.
Сценарио који је слободно адаптиран из романа послужио је као основа за истоимени филм на италијанском језику 1979. године.

## Сажетак заплета
Догађаји у роману одвијају се у току мјесец дана 1898. године у Трсту. Ернесто, 16-годишњи шегрт чиновника код трговца брашном по имену Вајлдер, живи са својом мајком и тетком. Он и његова мајка ослањају се на доброчинство рођака, чију контролу Ернесто замјера. Када је имао тринаест година, провео је савршено лето читајући Арапске ноћи. Он усваја љевичарске политичке ставове, дјелом из убеђења, а дјелом због игле Вајлдера. У неколико наврата доживео је своја прва сексуална искуства са 28-годишњим радником идентификованим као "мушкарац". Њихове улоге одражавају класичне моделе, при чему старији мушкарац инсистира да, пошто има браду, мора да буде активан партнер у сексу. Ернесто има и једно искуство са проститутком. Он замишља другачији живот за себе, можда као обожавани концертни виолиниста, иако му недостаје талента. Његов пробни приступ мушкости огледа се у посети берберину гдје се прво брије, иако му се чини да му то једва да треба. Постаје огорчен што је презапослен, иако одбија да дијели задатке са млађим асистентом. Замјерио је свом послодавцу и дао оставку на функцију уз уврједљиво писмо. Прекид његовог радног односа окончаће и његове случајне сусрете са "човјеком" на послу. Његова мајка успјева да се побрине да његов послодавац поново запосли Ернеста, који потом мајци открива своју сексуалну историју како би избјегао да поново преузме мјесто његовог службеника.
Те ноћи Ернесто присуствује виолинском рециталу и у паузи види прелијепог дјечака мало млађег од себе, али не успева да га лоцира на крају концерта. Сусрећу се случајно сљедећег дана, откривајући да имају истог учитеља виолине. „Могла су бити два штенета, који су се умјесто да машу репом смијали једно другом.“ Ернесто каже да је управо напунио 17 година, а други дечак, Емилио звани „Илио“, има 15 и по и више година и он је талентовани студент виолине. Они одлучују да буду пријатељи.

## Састав и објављивање
Имајући на уму како ће његов третман према истополним односима увриједити већину читалаца у Италији 1950-их, Саба није планирао да објави ово дјело. Написао је: „Чим сам написао прву реченицу знао сам да ово неће бити за објављивање.“ Дозволио је само неколицини одабраних да прочитају његов рукопис. Читао је избор другим становницима римског азила у коме је живео када је почео да пише 1953. године. И даље борећи се против депресије, преселио се кући у Трст. Када је подјелио неколико страница поштом са својом ћерком Линучијом, укључио је „параноична упутства“ за заштиту и враћање нацрта.
Планирао је да настави причу кроз Ернестову адолесценцију до његовог открића поезије, која ће бити његово животно дјело, и његово прво искуство љубави. Када је Саба завршио четири епизоде, закључно са Ернестовом исповести мајци, написао је објашњење од једне странице за читаоца које прекида нарацију. Називао га је "Скоро закључак". Он је описао своју неспособност да настави да пише: „Додајте тим страницама, Ернестов пробој ка његовом правом позиву, и у ствари, добили бисте комплетну причу о његовој адолесценцији. Нажалост, аутор је престар, превише уморан и огорчен да би се призвао снаге да све то напишем.“ Написао је тек пету епизоду која препричава виолински рецитал и почетак Ернестовог пријатељства са Илиом. У августу 1953. године наредио је уништење свог рукописа и роман је остао недовршен након његове смрти 1957. године.
Његова ћерка Линучиа је организовала његово објављивање од стране Einaudi 1975. године. Carcanet Press је 1987. године објавио енглески превод Марка Томпсона, са насловном сликом у засићеним бојама жене која шета обалом мора са слике једног тршћанског умјетника. Добила је ширу дистрибуцију 1989. у издањима Паладина у Лондону и HarperCollins у Њујорку. Критичар Њујорк тајмса је приметио да би Сабина „искреност... сигурно подигла обрве“ 1950-их, али да ће „свако, међутим, данас читати ове сцене, вјероватно наћи њихов сексуално експлицитан садржај искупљен непогрешиво љубазним тоном“. New York Review Books је 2017. године објавио превод Естел Гилсон. Ирски писац Ејдан Хигинс класификовао је свој третман адолесцентске сексуалности са дјелима раније генерације писаца, Мориса Е. М. Форстера и Смрт у Венецији Томаса Мана. Написао је: „Љубав која се не усуђује да изговори своје име овдје тешко да се доведе до тога да изговори ријечи изнад шапата.“ Elsa Morante  је похвалила његово руковање „невином сензуалношћу“ у „овом идеалном дјечаку“.
Саба је писао дијалектом и обраћао велику пажњу на језик и регистар док се његови ликови крећу у друштвеним односима користећи формалне и неформалне термине обраћања између послодавца и службеника, службеника и радника, старијег и млађег службеника, па чак и нових пријатеља тинејџера. Ернестова мајка разговара с њим на правилном италијанском, а не на локалном дијалекту, док Вајлдер преферира њемачки и ослања се на Ернеста углавном за његову преписку на италијанском језику.

## Биљешке
1. ↑  Фасцинација Арапским ноћима је троп геј фикције.[5]
2. ↑  Горња половина корица оригиналног италијанског издања носи скицу угљеном скица главе младића наслоњеног на јастук означен једном закривљеном линијом. Гледа директно у посматрача.